# Triphleba schistoceros
Triphleba schistoceros är en tvåvingeart som beskrevs av Goto och Takeno 1983. Triphleba schistoceros ingår i släktet Triphleba och familjen puckelflugor. Inga underarter finns listade i Catalogue of Life.